# Mandlová pasta
Mandlová pasta je vyrobena z mletých mandlí nebo mandlové mouky a cukru, smíchaných ve stejném poměru. Jako pojivo je v malém množství přidáván olej, vyšlehané vajíčko, glukózový sirup, smetana nebo kukuřičný sirup. Mandlová pasta je podobná marcipánu, který je jemný, sladký, často také barvený a tvarovaný do různých podob zvířat, květin atp. Na rozdíl od marcipánu má ale mandlová pasta hrubší texturu. Používána je jako náplň do pečiva nebo čokolády. V komerčně vyráběné mandlové pastě jsou někdy pro snížení výrobních nákladů používána mletá jádra meruněk nebo broskví. Tzv. persipán má ale lehce odlišnou chuť.

## Využití
Mandlová pasta se používá v řadě kultur jako náplň do pečiva.
- Ve Francii je mandlová pasta hlavní složkou cukrovinky Calisson vyráběné ve městě Aix-en-Provence. Také je používána jako náplň do mandlového Croissantu.
- V Dánsku je mandlová hmota používána v několika druzích pečiva, například v tradičním dánském pečivu Kringle.
- V Německu je tato hmota známa jako Marzipanrohmasse a je prodávána například pod názvem Lübecker Edelmarzipan, tedy vysoce kvalitní marcipán z Lübecku.
- V Nizozemí je mandlová pasta používána v pečivu Gevulde speculaas (plněný perník). Je používána také jako náplň ovocného vánočního moučníku Kerststol. Ve Frísku je používána jako náplň do pečiva Oranjekoeke.
- Ve Skandinávii je mandlová pasta široce používána v různém pečivu či sušenkách. Ve Švédsku je používána v různém pečivu jako jsou sušenky, muffiny, atp. Používána je také jako náplň tradičního pečiva Semla. Dále je používána jako náplň velikonočního nebo vánočního cukroví.
- V Turecku je mandlová pasta tradičně vyráběna ve městě Edirne, kdysi hlavním městě Osmanské říše, a dnes také v současném hlavním městě Istanbulu.
- V USA je mandlová pasta hlavní ingrediencí například v pečivu Bear claw (medvědí dráp).